# Tuerie de l'École polytechnique de Montréal
La tuerie de l'École polytechnique est une tuerie en milieu scolaire ayant eu lieu le 6 décembre 1989 à l'École polytechnique de Montréal, au Québec (Canada). Marc Lépine, âgé de 25 ans, ouvre le feu sur vingt-huit personnes, tuant quatorze femmes et blessant quatorze autres personnes (onze femmes et trois hommes), avant de se suicider. Cette tuerie de masse est perpétrée en moins de vingt minutes à l'aide d'une carabine obtenue légalement,. Il s'agit de la tuerie en milieu scolaire la plus meurtrière de l'histoire du Canada. Il s'agit d'une tuerie à caractère politique, puisque le tueur a déclaré à la fois à voix haute ainsi que dans les lettres retrouvées sur lui qu'il souhaitait tuer des féministes.

## Déroulement
Le 6 décembre 1989, peu après 16 h, Marc Lépine arrive à l'École polytechnique de Montréal armé d'une carabine et d'un couteau. Il connait les lieux, il y est venu au moins sept fois la semaine précédant l’événement.
Lépine s'est assis plusieurs minutes dans le bureau d'enregistrement situé au deuxième étage. Il est aperçu fouillant dans un sac en plastique, ne parlant à personne, même lorsqu'un membre du personnel lui a offert son aide. Il quitte le bureau et est ensuite vu dans d'autres parties du bâtiment, avant d'entrer dans une classe d'ingénierie mécanique au deuxième étage. Cette classe est composée, vers 17 h 10, d'environ soixante étudiants. Après s'être approché de l'étudiant qui effectue une présentation, il demande à tout le monde d'arrêter ce qu'ils font. Puis, il ordonne aux hommes et aux femmes de se séparer en deux groupes distincts de chaque côté de la salle. Croyant à une blague, personne ne bouge sur le moment, jusqu'à ce que Lépine tire un coup de feu au plafond.
Il sépare alors les neuf femmes de la cinquantaine d'hommes présents et ordonne à ceux-ci de partir. Il demande ensuite aux femmes restantes si elles savent ou non pourquoi elles sont là, et lorsqu'une d'elles répond « non », il réplique : « Je combats le féminisme. » L'étudiante Nathalie Provost répond :

« Écoutez, nous sommes juste des femmes étudiant l'ingénierie, pas forcément des féministes prêtes à marcher dans les rues criant que nous sommes contre les hommes, juste des étudiantes cherchant à mener une vie normale. »

Ce à quoi Lépine rétorque : 

« Vous êtes des femmes, vous allez devenir des ingénieures. Vous n'êtes toutes qu'un tas de féministes, je hais les féministes. »

Il ouvre ensuite le feu sur les étudiantes de gauche à droite, en tuant six et en blessant trois, dont Nathalie Provost,. Avant de quitter la salle, il écrit le mot « shit » deux fois sur le projet d'un étudiant.
Lépine continue son attaque dans le couloir du deuxième étage et blesse trois étudiants avant d'entrer dans une autre salle, où il tente, à deux reprises, de tuer une étudiante. Conscient qu'il est arrivé à court de munitions, il entre dans l'escalier de secours pour recharger son arme. Il retourne ensuite vers la salle qu'il a quittée, mais les étudiants ont déjà bloqué la porte. Ne parvenant pas à la déverrouiller malgré ses trois coups tirés sur celle-ci, il se déplace le long du couloir, tirant sur ceux qu'il croise. Il blesse une personne avant de se rendre vers le bureau du service financier, où il tue une femme d'une balle tirée à travers la vitre de la porte qu'elle vient juste de verrouiller.
Il se rend ensuite dans la cafétéria du premier étage, dans laquelle une centaine de personnes sont rassemblées. Les employés de la cafétéria ont fermé la grille des cuisines de sorte que la plupart des étudiants (certains n'étant même pas de Polytechnique) n'ont pas d'autre choix que de courir la longueur de la cafétéria vers les sorties, une ligne de visée parfaite pour Lépine. Une femme joue la morte sur le plancher et il tire sur la femme à côté de celle-ci.
La foule se disperse après que Lépine tue une femme se trouvant près de la cuisine et blesse un autre étudiant. Puis, en entrant dans une pièce de stockage, il tue deux femmes qui s'y sont réfugiées. Il ordonne par la suite à des étudiants cachés sous une table de se montrer. Ceux-ci acceptent et sont ainsi épargnés.

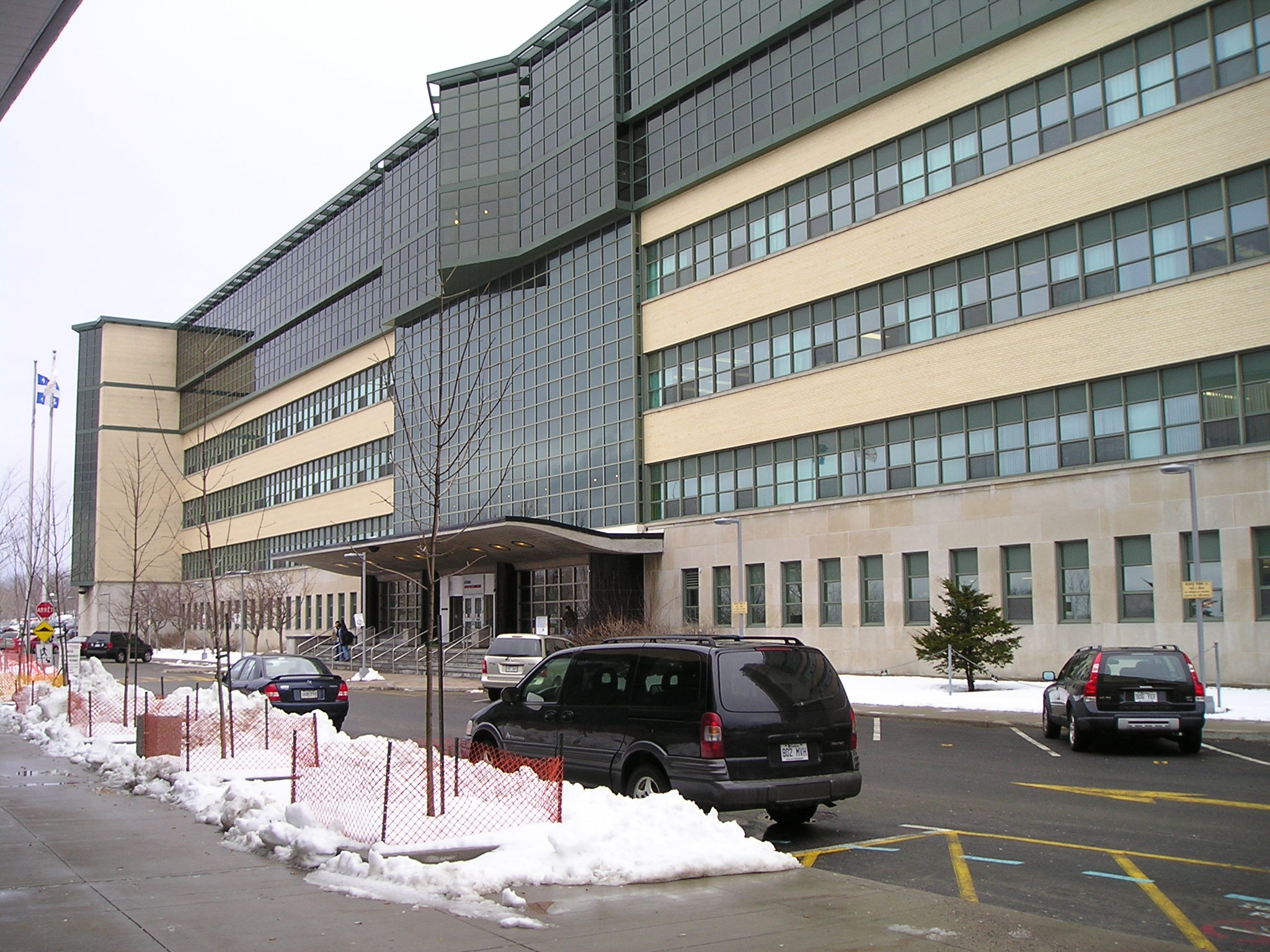
Extérieur de l'École polytechnique de Montréal.

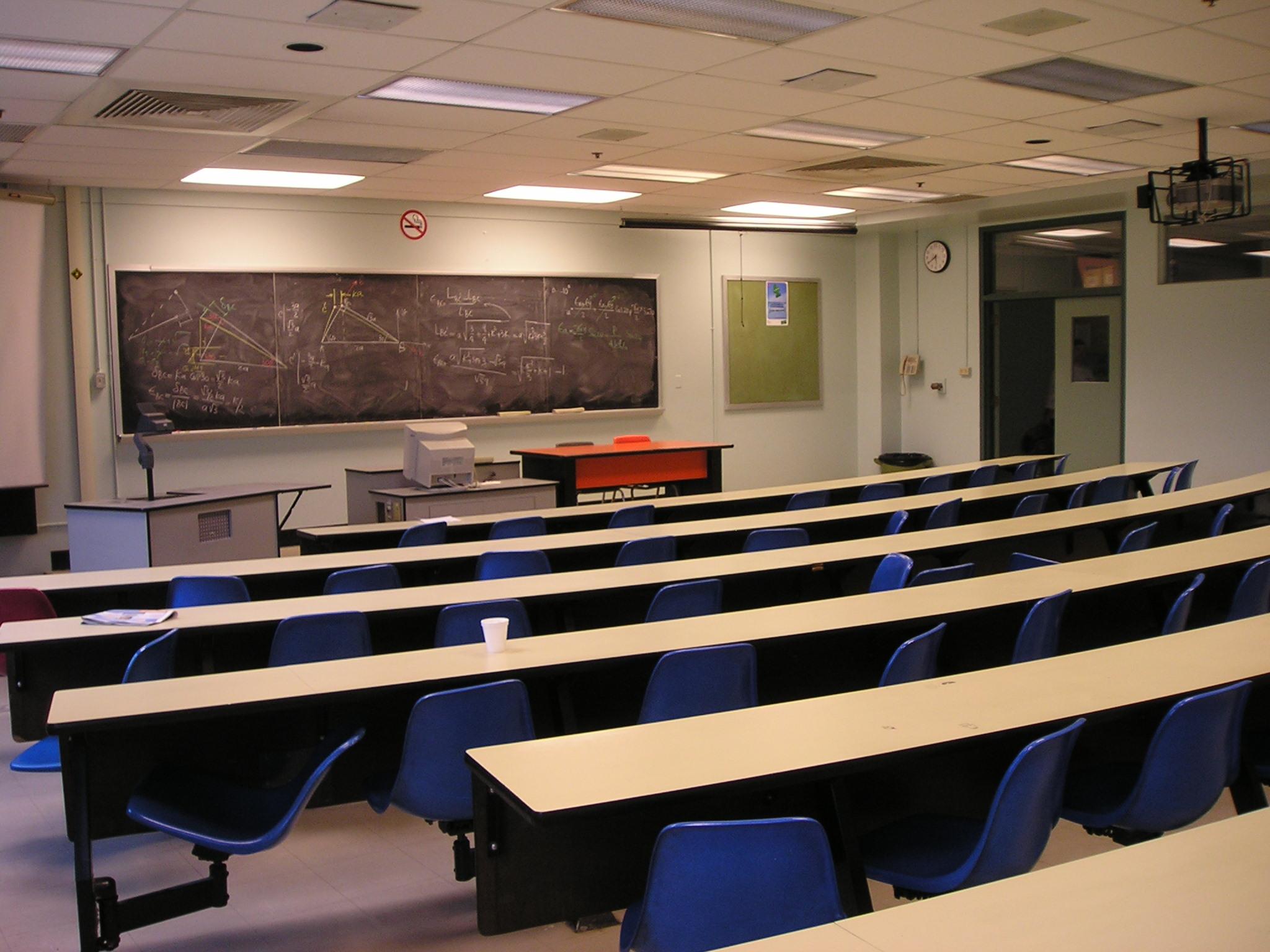
La salle de classe du troisième étage de l'École polytechnique où l'attaque se termina.

Lépine monte alors par un escalier mécanique au troisième étage, et dans le couloir, blesse une femme et deux hommes. Il entre ensuite dans une classe et demande aux trois étudiants effectuant une présentation de « dégager », tout en blessant Maryse Leclair qui se tient sur la petite estrade à l'avant de la classe. Il ouvre le feu sur la première rangée, tuant deux femmes tentant de s'échapper, tandis que les autres plongent sous leurs bureaux. Lépine tire par la suite vers quelques étudiantes se tenant là, blessant trois d'entre elles et en tuant une autre. Il recharge son arme et se rend, à nouveau, à l'avant de la classe, tirant par intermittence dans toutes les directions. À ce moment, Maryse Leclair, blessée, demande de l'aide. Lépine avance vers elle et, après avoir dégainé son couteau de chasse, la poignarde à trois reprises, l'achevant. Il enlève alors sa casquette, entoure son arme de son manteau, et s'exclame : « Oh, shit! », avant de se suicider d'une balle dans la tête, une vingtaine de minutes après avoir commencé son massacre.
Selon le rapport du légiste, il lui reste encore 60 cartouches dans la boîte qu'il a transportée. Lépine vient de tuer quatorze jeunes femmes, douze étudiantes en ingénierie, une étudiante infirmière et une employée de l'université, et de blesser treize autres personnes, dont dix femmes,.

## Victimes
Les quatorze femmes assassinées :

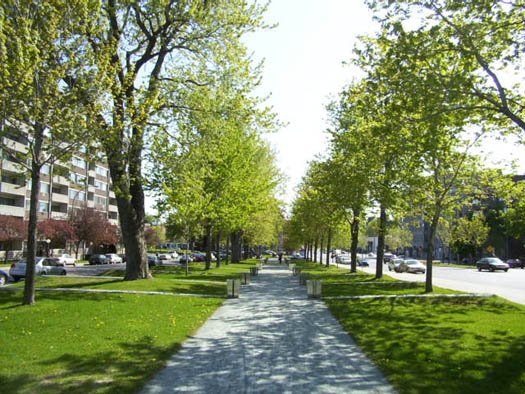
Nef pour quatorze reines de Rose-Marie E. Goulet, place du 6-Décembre-1989, mémorial marquant la tuerie de Polytechnique, situé dans le quartier Côte-des-Neiges/Notre-Dame-de-Grâce à Montréal.

- Geneviève Bergeron (née en 1968, 21 ans), étudiante en génie mécanique.
- Hélène Colgan (née en 1966, 23 ans), étudiante en génie mécanique.
- Nathalie Croteau (née en 1966, 23 ans), étudiante en génie mécanique.
- Barbara Daigneault (née en 1967, 22 ans), étudiante en génie mécanique.
- Anne-Marie Edward (née en 1968, 21 ans), étudiante en génie chimique.
- Maud Haviernick (née en 1960, 29 ans), étudiante en génie métallurgique.
- Barbara Klucznik-Widajewicz (née en 1958, 31 ans), étudiante en sciences infirmières (Université de Montréal).
- Maryse Laganière (née en 1964, 25 ans), employée de Polytechnique, service des finances.
- Maryse Leclair (née en 1966, 23 ans), étudiante en génie métallurgique.
- Anne-Marie Lemay (née en 1967, 22 ans), étudiante en génie mécanique.
- Sonia Pelletier (née en 1961, 28 ans), étudiante en génie mécanique.
- Michèle Richard (née en 1968, 21 ans), étudiante en génie métallurgique.
- Annie St-Arneault (née en 1966, 23 ans), étudiante en génie mécanique.
- Annie Turcotte (née en 1969, 20 ans), étudiante en génie métallurgique.

En plus, quatorze personnes sont blessées.
Au moins quatre personnes se suicident à la suite de cet événement.

## Tireur
Né d'une mère québécoise et d'un père algérien, Marc Lépine est victime de sévices physiques perpétrés par son père durant son enfance.

### Armes du crime
Lépine a acheté le 21 novembre 1989 une carabine dans un magasin de Montréal prétextant au vendeur vouloir l’utiliser pour la chasse au petit gibier. Le chargeur a une capacité de 30 balles; la loi sera plus tard modifiée pour les carabines semi-automatiques afin d'interdire plus de 5 balles par chargeur. Il possède aussi sur lui, le jour du drame, un couteau de chasse dont il fait usage.

### Lettre d'adieu
La poche interne de la veste de Marc Lépine contient sa lettre de suicide ainsi que deux autres lettres destinées à des amis, toutes datées du jour du massacre. Des détails concernant cette lettre sont révélés par la police deux jours après les événements,, mais le texte complet n'est pas divulgué. Les médias essayent, en vertu d'une loi canadienne, de forcer la police à diffuser cette lettre, sans succès. Un an après le massacre, un communiqué de trois pages concernant Marc Lépine est divulgué à la journaliste et féministe Francine Pelletier. Il spécifie que la lettre de suicide de Lépine revendique des motifs politiques à ses actes et accuse les féministes d'avoir ruiné sa vie. La lettre comprend une liste de dix-neuf femmes québécoises, considérées comme féministes, qu'il veut présumément tuer, mais n'aurait pas eu le temps. La liste inclut Francine Pelletier elle-même, tout comme une politicienne, une personnalité télévisuelle, une leader d'opinion et six autres policières qui attirent l'attention de Lépine en jouant dans la même équipe de volley-ball.
La lettre (sans la liste de femmes) est finalement publiée dans le journal La Presse, dans lequel Pelletier est alors éditorialiste. Lépine écrit qu'il se considère comme rationnel et qu'il tient les féministes responsables d'avoir ruiné sa vie. Il met en exergue les raisons de l'attaque, comme la colère envers les féministes qui cherchent à « conserver les avantages des femmes […] tout en s’accaparant ceux des hommes. » Il mentionne aussi Denis Lortie, membre des Forces armées canadiennes qui avait tué trois fonctionnaires et blessé treize autres dans une attaque à main armée à l'Assemblée nationale du Québec, le 7 mai 1984. Le texte de la lettre est depuis lors disponible.

## Intervention policière
Dans les jours suivants, l’intervention policière est critiquée par des survivantes. « Certains étudiants ont déploré la lenteur de l'intervention policière. D'autres se sont rendu compte que les policiers étaient aussi effrayés qu'eux », déclare Claude Hamel, un psychologue de l'Université de Montréal rencontrant plusieurs des étudiants en état de choc.

« Nous avons attendu pendant 20 minutes, cachés dans la salle des ordinateurs du deuxième étage, raconte une étudiante en génie mécanique de troisième année qui a perdu quelques-unes de ses amies dans la fusillade. Après avoir entendu une trentaine de coups de feu, j'ai réalisé qu'aucun policier n'était encore entré dans l'immeuble et que nous allions devoir nous défendre par nous-mêmes. Ensuite, nous sommes sortis de l'immeuble et aucun policier n'y était encore entré. Ils étaient tous postés à l'extérieur, blottis près des murs avec leurs armes à feu. »

L'escouade d'intervention tactique, communément appelée le GTI (groupe tactique d'intervention), arrive à l'école environ une heure après que Lépine se suicide.
Lysiane Gagnon, chroniqueuse à La Presse, critique le silence du service de police de la communauté urbaine de Montréal (SPCUM), aujourd'hui appelé service de police de la Ville de Montréal.

« Trente-six jours ont passé depuis le massacre de Poly, et toujours pas de nouvelles de la police. Ni le directeur, Alain Saint-Germain, ni même un officier supérieur de la police de la CUM n'ont encore daigné faire rapport au public sur l'intervention policière à Poly, écrit-elle. Les étapes de l'intervention policière — la première alerte, les décisions qui ont suivi, la façon dont elles ont été exécutées, le nombre d'officiers impliqués, etc. — sont inscrites dans les registres, et on aurait pu les sortir dès le lendemain du drame. »

Le 25 janvier 1990, Saint-Germain reconnait que plusieurs « lacunes » et « défaillances » ont marqué l'intervention policière le soir de la tuerie dans un rapport qu'il présente au comité exécutif de la Communauté urbaine de Montréal (CUM). « Un paquet de gens ont voulu bien faire, mais avec le recul, on se demande pourquoi certaines choses n'ont pas été faites », a dit Saint-Germain, en précisant que « les policiers auraient pu entrer à l'intérieur plus rapidement. »
Le rapport, qui contient les conclusions de l'enquête interne du SPCUM, indique que la fusillade a éclaté à 17 h 12, dans un local du deuxième étage de Polytechnique. Le premier appel au centre d'urgence de la police est reçu à 17 h 14. Trois minutes et demie plus tard, l'appel est transmis à deux auto-patrouilles, qui arrivent sur les lieux à 17 h 23. C'est à 17 h 28, soit cinq minutes après l'arrivée des policiers, que Lépine se suicide. Et c'est à 17 h 37, soit neuf minutes après que tout soit terminé, que la police et les ambulanciers entrent dans Polytechnique.
Le rapport indique donc qu'il se passe 14 minutes entre l'arrivée des policiers et la décision d'investir l'immeuble. Et que pendant les cinq minutes suivant l'arrivée de la police, Lépine continue à semer la mort dans les locaux de Poly. Saint-Germain est cependant d’avis qu’il est impossible pour la police d'intervenir assez vite pour sauver ne serait-ce qu'une vie. Le rapport révèle également que l'opération policière est mal coordonnée et qu'il y a plusieurs lacunes au plan de la communication, de la supervision et de la sécurité.
Ainsi, lorsque l'appel est transmis aux policiers, les lieux du drame sont mal localisés, même si la préposée à la répartition a la bonne adresse. Résultat : les deux premiers véhicules de police dépêchés vers Poly se sont d'abord rendus à la résidence des étudiantes.
Dans son rapport d’investigation, la coroner Theresa Z. Sourour se montre, elle aussi, très critique envers l’intervention policière. La coroner écrit que Lépine a encore 60 balles en sa possession quand il décide de se suicider plutôt que de faire d'autres victimes. « Grâce à Dieu, il a décidé lui-même que c'en était assez », écrit la Dr. À ce moment-là, « aucun assaut des forces policières n'était en cours ou en préparation de façon évidente », souligne-t-elle.
La coroner arrive à la conclusion que les 14 décès sont tous inévitables en raison des délais entourant l’intervention des policiers et des premiers secours, contredisant ainsi les conclusions du SPCUM. Elle note qu’à 17 h 27, 22 policiers venus dans 14 véhicules différents sont en attente de renfort. À cause de problèmes de communications entre eux, ces policiers ne sont pas au courant des effectifs déjà présents. « Pendant tout ce délai, l'intervention policière consiste à assurer un périmètre de sécurité et à évacuer la foule », écrit-elle.
Le rapport de la coroner révèle aussi que les policiers présents sur place n’ont établi aucun lien effectif avec le service de sécurité de l'école afin d'obtenir des précisions sur l'état de la situation, la géographie des lieux et le nombre de personnes à l'intérieur du bâtiment. « Pour les intervenants, cet événement, aussi malheureux soit-il, n'est pas exceptionnel. En effet, une agression armée par une seule personne est en soi un événement auquel fait face régulièrement le SPCUM », écrit la coroner.
Jacques Duchesneau, alors directeur de la division du crime organisé, est l’un des policiers sur les lieux le soir du drame. « Est-ce que j'aurais pu faire davantage ? Est-ce que j'aurais pu sauver des vies ? », s’interroge encore Duchesneau, vingt ans plus tard.

### Rapport du groupe De Coster
En juillet 1990, le ministre de la Sécurité publique, Sam Elkas, forme un groupe de travail présidé par le comptable Robert De Coster, ex-président et directeur général de la Régie de l'assurance automobile du Québec, afin d’examiner les questions soulevées dans le rapport de la coroner Sourour.
Les autres membres du groupe sont Mario Bilodeau, avocat en droit criminel, Renaud Leroux, spécialisé en médecine d'urgence, Serge Cossette, ingénieur, attaché au ministère québécois des Communications, Pierre Lapointe, médecin spécialisé en mesures d'urgence et de désastres, et en soins intensifs.
La décision du ministre se veut une réponse à une pétition déposée à l'Assemblée nationale, deux mois plus tôt, par un groupe de parents des victimes qui réclament une enquête publique pour faire toute la lumière sur la tragédie.
Le rapport de 415 pages, comprenant 140 recommandations, du groupe De Coster ajoute sa voix aux critiques à l’égard du SPCUM. « La valse hésitation s’installe au sujet du commandement de l’opération » durant les cinq premières minutes suivant l’arrivée des premiers policiers sur les lieux, dit le rapport. « Pour tous ceux qui observent la scène, étudiants, professeurs, et autres, un constat unanime se dégage : la confusion règne chez les policiers », lit-on.

« La lenteur à investir les lieux constitue, à notre avis, le point faible de l’ensemble des interventions à l’École Polytechnique », dit le groupe, avant d’ajouter : « Le temps utilisé pour réagir n’a pas contribué à augmenter le nombre de personnes atteintes par les projectiles de son arme. » […]
« Le groupe se refuse encore d’accepter, en principe, que toute intervention était inutile et qu’on ne pouvait rien faire pour les victimes. Il est trop facile de soulager sa conscience en ignorant les souffrances endurées par toutes les victimes et les séquelles physiques et psychologiques de celles qui ont survécu. »

Le groupe De Coster qualifie la gestion de l’événement par le SPCUM « d’autocratique et monolithique ». Il résume ainsi la liste de ses reproches : 

« Aucune coordination ni même de concertation ; aucun échange d’information ou de consultation avec les autres intervenants. Aucun signe d’application d’un plan de mesures d’urgence.
C’est dans ce contexte par exemple que la SPCUM a arbitrairement maintenu à l’écart les quelque trente pompiers qui auraient pu rendre de précieux services, comme secouristes, aux services médicaux débordés, lit-on. Les services médicaux se sont plaints amèrement de la priorité que la SPCUM a accordée à la sécurisation de la preuve pour fins d’enquête. Cette attitude a eu pour effet de gêner l’intervention prioritaire des services médicaux et d’ajouter à l’anarchie.
Les proches des victimes reprochent amèrement à la SPCUM la très grande difficulté qu’ils ont eu à obtenir la moindre information sur le sort de leurs filles, peut-on lire également. Ils se révoltent aussi de la manière dont ils ont été traités dans le processus d’identification des victimes. L’attente allant jusqu’à six heures (21 :30 à 3 :30 du matin) est totalement inacceptable aux proches rassemblés dans une salle commune en attendant qu’on identifie leurs victimes. »

Le groupe n’épargne pas non plus les services médicaux. La performance d’Urgences-Santé est sévèrement critiquée. Le syndicat d’Urgences-Santé se voit reprocher d'accorder la priorité aux intérêts et au confort de ses membres au détriment de la vocation première de l'organisme : sauver des vies.
Le rapport conclut par ailleurs que la répétition d'un tel événement donnerait lieu au même cafouillis et la réponse des spécialistes de la santé serait tout aussi déficiente, seize mois après la tragédie.

### Rapport Malouf
Dans son rapport d’inspection sur le SPCUM, le juge Albert Malouf consacre un chapitre à l’intervention policière survenue dans la soirée du 6 décembre 1989.
Malouf fait quelques commentaires à l’égard de la lettre du directeur Saint-Germain du 23 mai 1990 adressée au président du comité exécutif de la CUM, Michel Hamelin, dans laquelle il s’efforce d’identifier les lacunes de l’intervention policière.

« L’une de ces lacunes est que les policiers s’étaient conditionnés à répondre à un appel de prise d’otages et suivaient la directive de ne faire aucune intervention pour libérer l’otage ou les otages sans autorisation préalable du commandant de l’opération. La directive 620-18 mentionne toutefois que dans des circonstances exceptionnelles les policiers peuvent prendre l’initiative d’une intervention sans y avoir été autorisés par le commandant de l’opération. Monsieur Germain note dans son diagnostic des lacunes de l’intervention policière que cette partie de la directive n’a pas été retenue.
En réalité, certains des premiers intervenants présents sur le terrain – comme le directeur de la Région nord et quelques patrouilleurs – ont entendu des coups de feu et ont reconnu que cette prise d’otage – si c’en était une – prenait une tournure exceptionnelle qui réclamait une intervention immédiate. Malheureusement, les officiers du District 31 qui ont pris le commandement de l’opération n’ont pas pris note de la dimension exceptionnelle de l’événement qui permettait un écart par rapport à la directive 620-18. »

Le juge Malouf critique aussi le rapport de rétroaction du directeur du District 31, Jacques Lessard. « Le rapport de rétroaction évite difficilement de présenter une description qui amoindrit les carences de l’opération », écrit-il. Ainsi la chronologie présentée dans le rapport « raccourcit les délais d’intervention », « omet de mentionner des faits importants » et « présente des événements qui n’ont pas été notés par aucune des autres personnes qui se sont penchées sur cette tragédie ».

## Réactions

### Funérailles
Le gouvernement du Québec et la Ville de Montréal déclarent alors trois jours de deuil national. Des funérailles communes pour neuf des quatorze femmes assassinées se déroulent à la basilique Notre-Dame de Montréal le 11 décembre 1989.
La gouverneure générale du Canada Jeanne Sauvé, le premier ministre du Canada Brian Mulroney, le premier ministre du Québec Robert Bourassa et le maire de Montréal Jean Doré assistent à celles-ci, tout comme des milliers d'autres personnes en deuil.

### À la recherche d'une raison

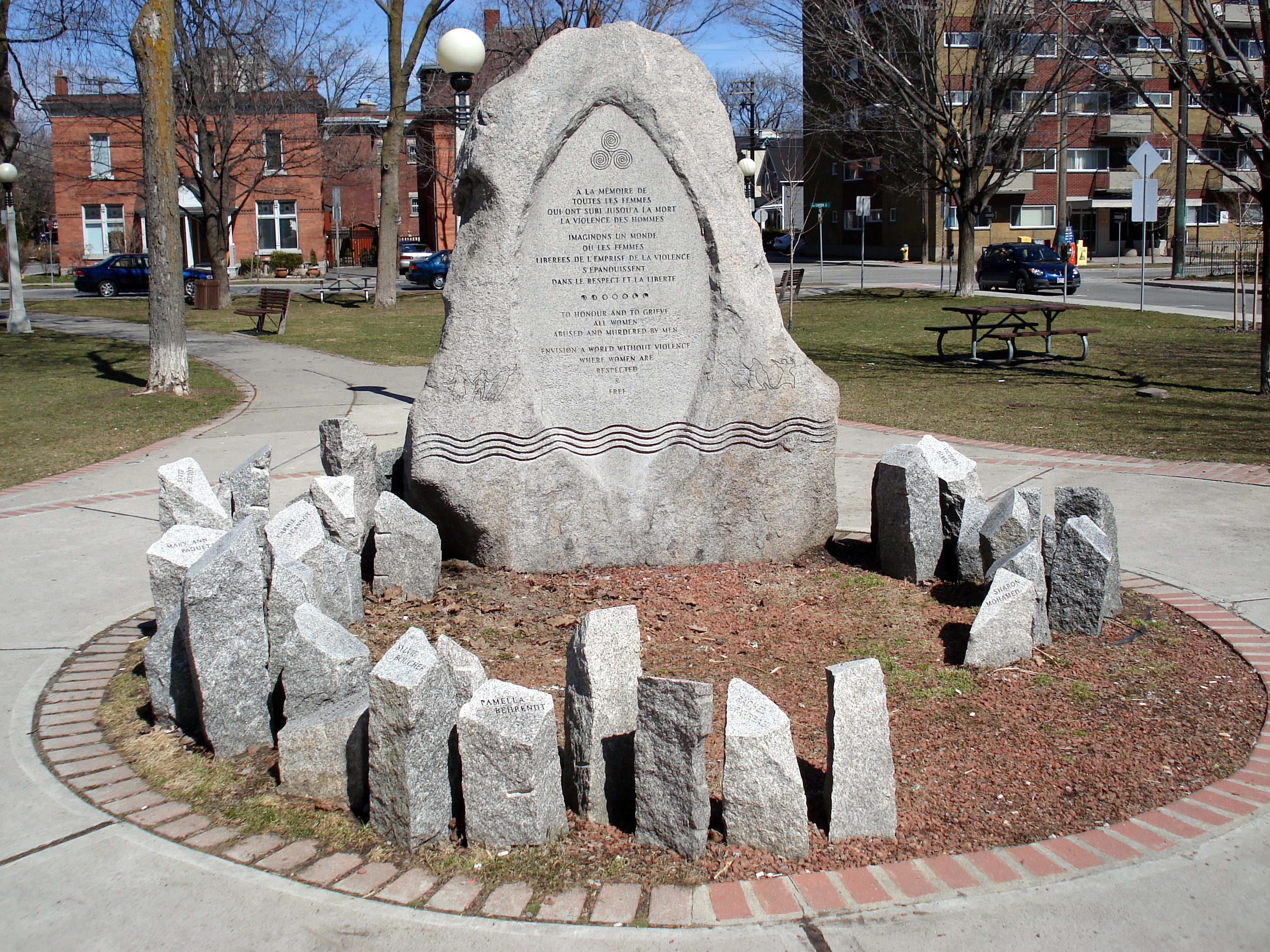
Mémorial au parc Minto à Ottawa.

Le sexe des victimes de Lépine, les paroles de ce dernier durant la tuerie de même que sa lettre d'adieu font que cet événement est qualifié par beaucoup de groupes féministes, ainsi que d'officiels, comme étant une attaque antiféministe,,,,.
Le massacre a profondément troublé les Québécois. Le gouvernement, craignant qu'un débat large à propos de cette tuerie cause de la douleur aux familles et mène à un accroissement de la violence antiféministe, ne demande pas d'enquête publique sur le drame. Les médias, des personnalités du monde universitaire, des organisations de défenses des femmes et les familles des victimes ont protesté contre cette décision et ont dénoncé le manque d'informations livrées au public,,. Malgré cela, la lettre de suicide de Marc Lépine, ainsi que le rapport de police détaillé des événements, n'ont jamais été publiés officiellement (bien que le rapport de police ait été utilisé par le coroner pour son propre rapport,).
La mère du tueur s'est demandé plus tard si l'attaque n'était pas dirigée contre elle, vu qu'elle a travaillé après sa séparation d'avec le père de Lépine. D'autres personnes, notamment la journaliste Barbara Frum, questionnent les motivations politiques de Lépine en disant que la population « diminuait » la tragédie « en suggérant qu'il s'agissait simplement d'un acte contre un groupe ».

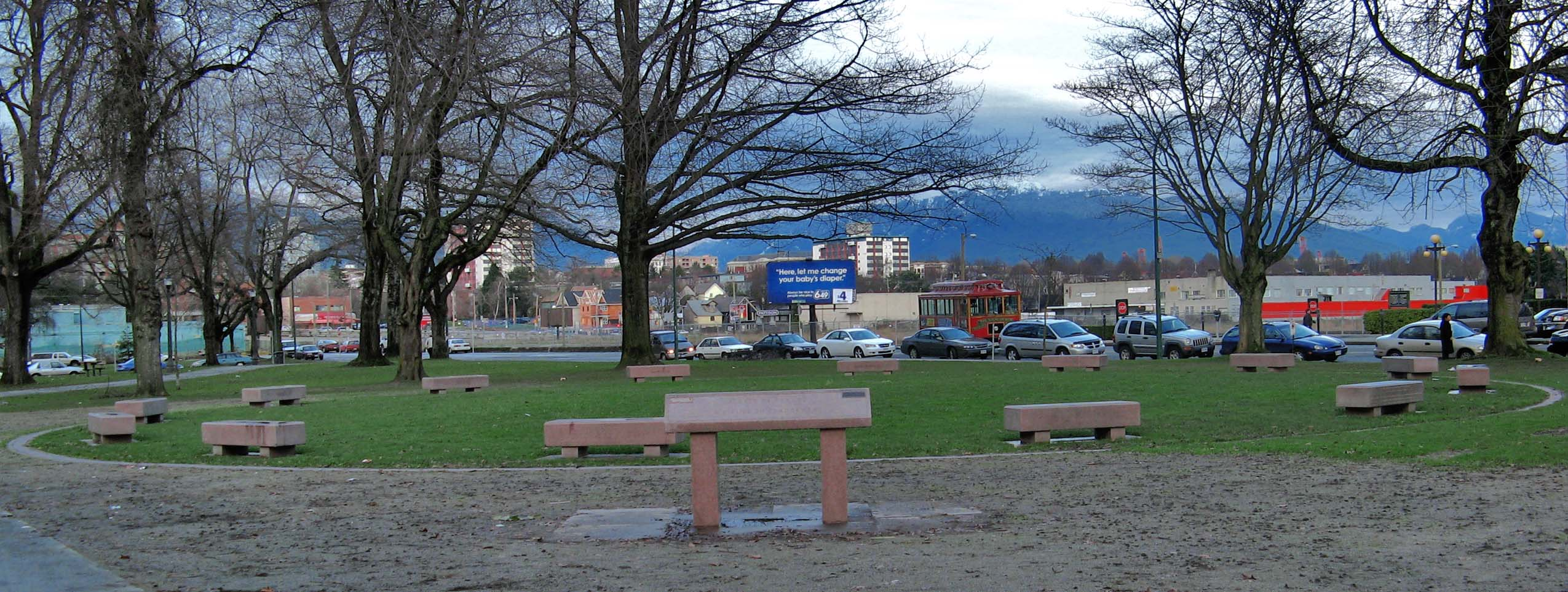
Beth Alber, Marker of Change, mémorial à Vancouver consiste en quatorze bancs ressemblant à des cercueils.

Comme le prévoit Marc Lépine dans sa lettre, plusieurs avancent qu'il ne s'agit que de l'acte d'un fou,. Un psychiatre qui s'est entretenu avec la famille et des amis de Lépine et qui a examiné ses écrits, note que le suicide était la principale motivation de Lépine et qu'il a choisi une façon spécifique de le faire : se tuer après avoir tué d'autres personnes est un signe de trouble de la personnalité. D'autres psychiatres ont mis l'accent sur les sévices qu'il a subis durant son enfance, suggérant que les coups qu'il a reçus lui ont peut-être infligé des blessures au cerveau, ou l'ont rendu psychotique, lui faisant perdre le contact avec la réalité en essayant d'effacer de sa mémoire les souvenirs brutaux de son père,.
Une théorie différente avance que les violences qu'il a subies durant son enfance l'ont mené à se considérer comme une victime à la suite de ses échecs. D'autres effectuent une analyse plus large, voyant les actions de Lépine comme le résultat de changements sociaux qui augmentent la pauvreté et l'isolement des individus. Notons que l'intérêt de Lépine pour les films d'action suggère que la violence dans les médias a pu influencer ses gestes.
Le 16 septembre 2006, trois jours après la fusillade au collège Dawson, la chroniqueuse du journal quotidien canadien Globe and Mail Jan Wong soulève une controverse en publiant un article laissant entendre que Marc Lépine, ainsi que les auteurs des tueries scolaires du collège Dawson et de l'Université Concordia, ont pu être aliénés à la société québécoise parce qu'ils ne sont pas des « pures laines » québécois. Le Conseil de presse du Québec blâme, par la suite, la journaliste pour cet article.

### Contrôle des armes à feu
Le massacre remet sur la scène publique le mouvement pour le contrôle des armes à feu au Canada. Heidi Rathjen, une femme qui est dans une salle de classe épargnée par Lépine lors de la fusillade, organise, avec Wendy Cukier, la Coalition pour le contrôle des armes (Coalition for Gun Control). Susan et Jim Edwards, les parents de l'une des victimes, s'y impliquent également fortement. Leurs actions, jointes à celles d'autres intervenants, mènent à l'adoption, en 1995, de la loi sur les armes à feu (projet de loi C-68), qui met en place des mesures plus strictes relatives aux armes présentes sur le territoire canadien.
Ces mesures impliquent de nouvelles conditions concernant l'entraînement des propriétaires d'armes à feu, un profilage des demandeurs, de nouvelles règles sur l'entreposage des armes à feu et des munitions ainsi qu'un programme d'enregistrement de toutes les armes à feu, le Registre canadien des armes à feu. Depuis sa mise en application, ce programme d'enregistrement est fortement controversé et donne lieu à des débats partisans, certaines critiques affirmant que cette action politique, initiée par le gouvernement libéral de Jean Chrétien, est onéreuse et inapplicable.
Le gouvernement conservateur de Stephen Harper repousse la date limite pour l'enregistrement et amende la loi afin d'éliminer les amendes en cas de non-respect de celui-ci. Le gouvernement justifie cet amendement en affirmant qu'un renforcement du mandat ciblerait les chasseurs et tireurs sportifs plutôt que les criminels. Cette position est critiquée et le soutien au programme d'enregistrement s'intensifie à la suite d'autres tueries en milieu scolaire telles la fusillade au collège Dawson (qui fait 2 morts, dont le tueur, en 2006) et celle de Virginia Tech,, aux États-Unis (qui est bien plus meurtrière).

### Commémoration 25 ans après l'attentat

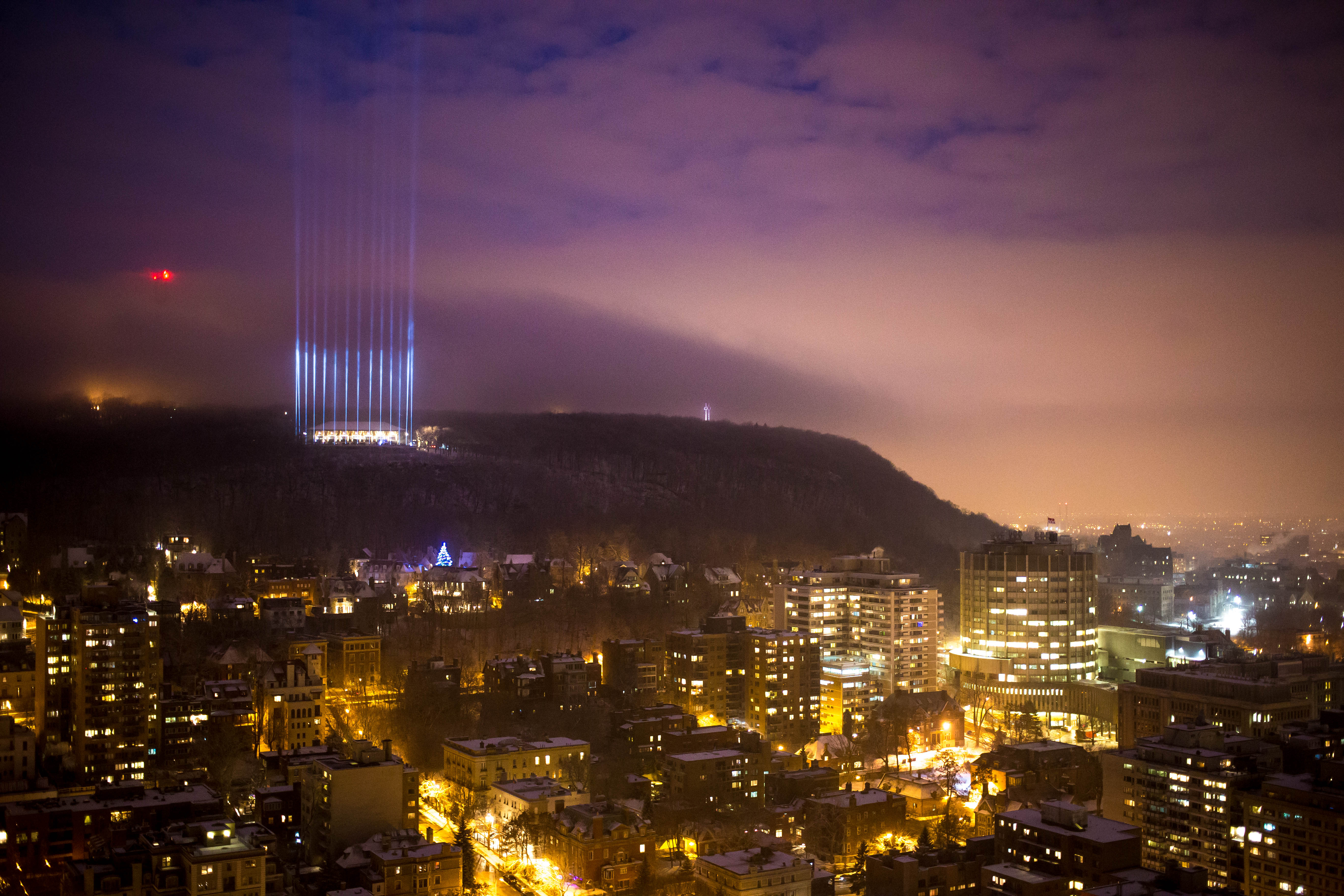
Quatorze faisceaux lumineux représentant les 14 victimes sont installés sur le Mont Royal.

Pour la cérémonie commémorative des 25 ans de la tuerie, la ville de Montréal confie l'aspect technique de la cérémonie à Moment Factory, une entreprise spécialisée dans la conception et la production d'environnements multimédias. L'entreprise montréalaise installe sur l'esplanade du Mont Royal quatorze faisceaux lumineux représentant les 14 victimes de ce massacre. Les faisceaux lumineux tournés vers le ciel s'illuminent peu après 16 h, heure à laquelle Marc Lépine commet les assassinats 25 ans plus tôt.
En 1991, le Canada institue le 6 décembre, jour anniversaire de la tuerie, comme journée nationale de commémoration et d'action contre la violence faite aux femmes.

## Reconnaissance tardive de l'attaque antiféministe

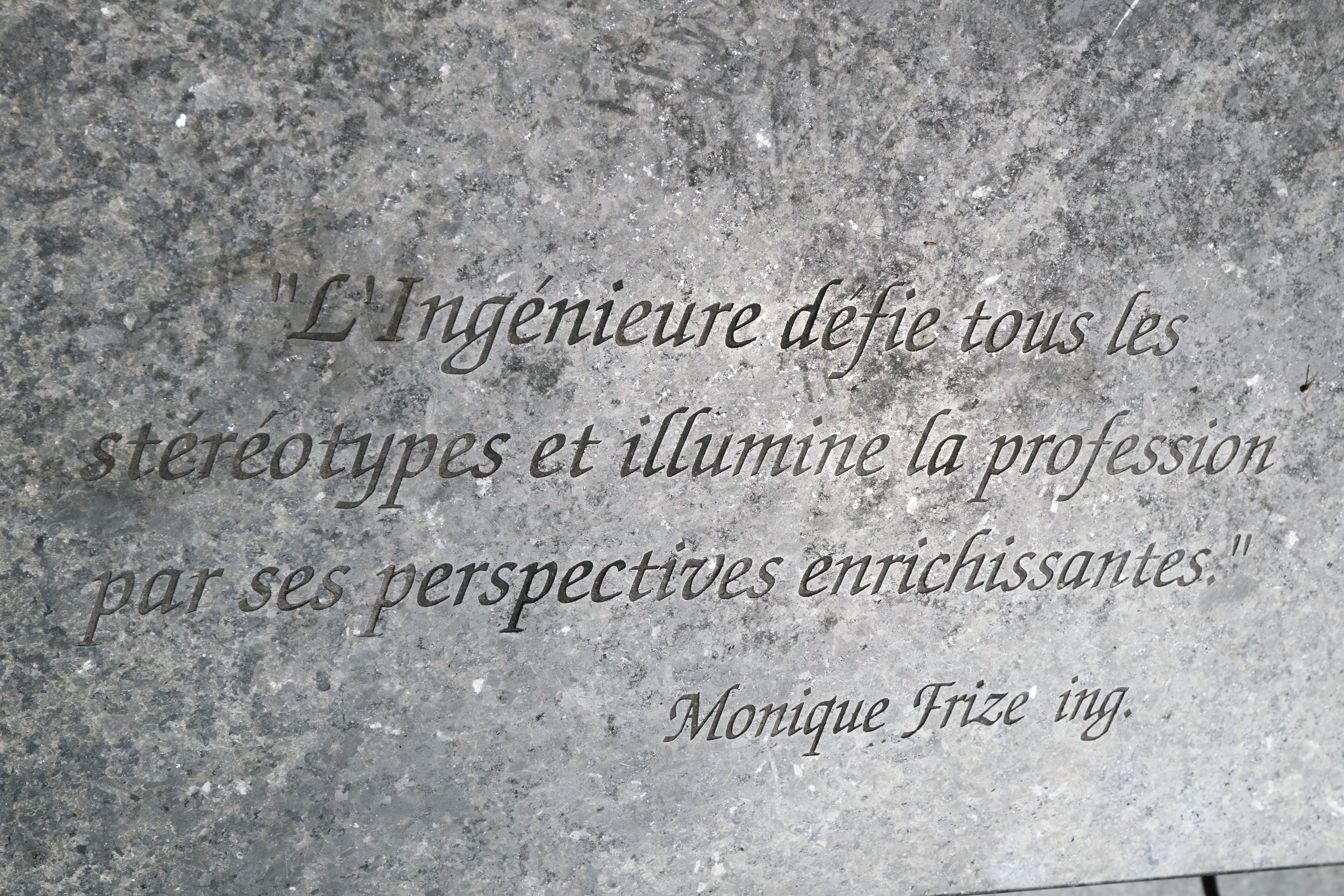
« L'ingénieure défie tous les stéréotypes et illumine la profession par ses perspectives enrichissantes ». Monique Frize, ing. Détail de la table commémorative de la tragédie de l'École polytechnique située dans le jardin géologique de l'Université Laval.

Trente ans après les évènements de 1989, la ville de Montréal modifie le libellé de l'enseigne commémorative posée en 1999 pour qualifier la tuerie d'« attaque antiféministe », afin de reconnaître l'attentat de l’École polytechnique comme une attaque antiféministe,. La précédente plaque évoquait « la tragédie survenue à l'École polytechnique ». Cette initiative fait suite aux démarches de deux chercheures québécoises, Diane Lamoureux et Mélissa Blais. Selon Diane Lamoureux, professeure agrégée à l'Université Laval, « l'idée qu'il existe une forme de violence à l'égard des femmes dans notre société est maintenant plus acceptable. Un tournant s'est opéré lors des commémorations du 20e anniversaire, avec l'émergence d'une nouvelle génération de leaders et de nouvelles idées ». Selon Mélissa Blais, sociologue et historienne québécoise, il s'agit du « premier féminicide contemporain de masse revendiqué ».

## Analyse de l’attaque
L’interprétation de l’attentat qui s'est produit le 6 décembre 1989 à l’École polytechnique de Montréal fait l’objet d’une véritable lutte politique au Québec. Cette lutte, selon les auteurs de la section La violence contre les femmes et les féministes : Se souvenir pour agir du livre Retour sur un attentat antiféministe : École Polytechnique, 6 décembre 1989 a commencé lorsque le tireur Marc Lépine a déclaré vouloir « envover Ad Patres les féministes » qui lui auraient « toujours gâché la vie ». L'historienne Hélène Charron a observé trois grandes catégories d’interprétations du geste posé le 6 décembre 1989 par Marc Lépine, catégories qui seraient plus ou moins étanches.
La première interprétation est celle du crime isolé d'un déséquilibré, hypothèse qui limite la responsabilité sociale et les analyses historiques de l’événement. C’est ainsi que les enjeux liés à la santé mentale de Lépine ont été ajoutés aux débats, ce qui diminuait le caractère social et politique du geste, comme le mentionnent les auteurs de la section La violence contre les femmes et les féministes : Se souvenir pour agir. Le discours des élites politiques orientaient les réflexions, grâce à des monuments et des cérémonies commémoratives, dans le but de diluer les tensions ainsi que de maintenir l’ordre social, comme le mentionne Hélène Charron : « Ce discours se veut une sorte de compromis qui accepte de voir dans la tuerie du 6 décembre un symbole pour la lutte contre la violence faite aux femmes, tout en rejetant le cadre d'analyse féministe ». Les causes présumées de l’attaque se sont multipliées, allant des questions de sécurité publique à celles du contrôle des armes à feu, et même à la violence en général. Plusieurs ont également associé cet événement à d’autres tueries de masses.
La deuxième interprétation est ancrée dans une perspective féministe. Cette attaque était considérée comme un geste de nature politique, misogyne et antiféministe. «[Lépine] s'attaquait à ce qu'il y avait de plus nouveau dans la société, l'avancement des femmes » et « [c]'est le premier crime sexiste. Le geste est isolé de par sa nature, mais il n'est pas isolé historiquement ». Parmi ces discours, les auteurs de la section La violence contre les femmes et les féministes : Se souvenir pour agir, mentionnent que plusieurs participantes au colloque ont lancé le débat sur la nécessité de distinguer les violences ordinaires et quotidiennes posées contre les femmes à la tuerie de l’École polytechnique, qui serait selon elles une attaque contre les femmes, mais avant tout contre les féministes. Dans les participantes, certaines ont soutenu que l’événement du 6 décembre 1989 était une « attaque terrorise » contre des femmes, qui en tant que futures ingénieures, représentaient des avancées du mouvement féministe.
La troisième interprétation de l’attaque est antiféministe et réactionnaire. Certains disent qu’en bouleversant les rapports entre les sexes, les victimes auraient provoquées une crise de la masculinité, entre autres chez le tireur. Ainsi, ils font porter la responsabilité de l’attaque aux féministes. Hélène Charron affirme que cette interprétation rend les avancées sociales directement responsables de l’événement, victimisant les hommes d’un renversement de pouvoir. Elle affirme aussi que l’attaque du 6 décembre 1989 est un sujet fréquent dans le mouvement masculiniste, un site internet a été mis en ligne en l'honneur de Marc Lépine, le considérant comme un martyr ou un héros populaire.

## Référence dans les médias
- 2006 : L'un des ressorts de la pièce Forêts de Wajdi Mouawad est cette tuerie.
- 2009 : Polytechnique, film québécois réalisé par Denis Villeneuve.
- 2011 : Jonathan Dagenais, un compositeur canadien, compose Polytechnique en hommage aux victimes de cette tuerie. Il explique sur son site[61] que son morceau retranscrit l'histoire de la tuerie, en mettant en scène le tueur puis en terminant le morceau avec 14 coups de cloche, en hommage aux 14 victimes.
- 2018 : Elementary S06E12 Los ladrones.
- 2019: Polytechnique: Montréal reconnaît un «attentat antiféministe»
- 2020 : Naomi Klein publie une baladodiffusion sur CBC.ca dans laquelle elle affirme que la tuerie a fait d'elle une féministe[62].
- 2024 : Fabrice Drouelle, émission de radio Affaires Sensibles diffusée le 25 avril 2024 sur France Inter : La tuerie de l'École polytechnique de Montréal